# 肉体の門 (1977年の映画)
『肉体の門』（にくたいのもん）は、1977年に公開された成人向け日本映画。日活ロマンポルノの一作。

## キャスト
- ボルネオ・マヤ - 加山麗子
- 小政のせん - 山口美也子
- ジープの美乃 - 志麻いづみ
- ふうてんお六 - 渡辺とく子
- 伊吹新太郎 - 遠藤征慈
- 彫留 - 富田仲次郎
- 三角 - 花上晃
- 古田 - 大泉滉
- 洋パン - 岡本麗、森川麻美、工藤まや、森みどり
- 桜井とも子
- 成金風 - 高橋明
- 永井老文士 - 坂本長利
- 浅井 - 椎谷建治
- どん百姓 - 島村謙次
- 復員兵 - 信太且久
- 派手な女 - 堺美紀子
- 闇市の商人 - 小泉郁之助
- サラリーマン - 北上忠行
- せんの客 - 小見山玉樹
- 吉野一家子分 - 庄司三郎
- ピーター・ロムブレー、グラハム・レヴィ、ディック・レオ、ニコル・グブリッジ、デビッド・フリードマン
- 菊間町子 - 宮下順子

## スタッフ
- 製作 - 三浦朗
- 企画 - 佐々木志郎
- 原作 - 田村泰次郎 『肉体の門』
- 脚本 - 田中陽造
- 撮影 - 山崎善弘
- 照明 - 高島正博
- 美術 - 徳田博
- 編集 - 奥原好幸
- 助監督 - 岡本孝二
- 現像 - 東洋現像所
- 音楽 - コスモス・ファクトリー
- 監督 - 西村昭五郎